# 佩拉武拉尼
佩拉武拉尼（Peravurani），是印度泰米尔纳德邦坦贾武尔县的一个城镇。总人口21025（2001年）。

## 人口
该地2001年总人口21025人，其中男性10326人，女性10699人；0—6岁人口2401人，其中男1209人，女1192人；识字率70.47%，其中男性为78.63%，女性为62.60%。